# Радослав
Радосла́в — мужское имя, то же что и Радислав, означает у славян «заботящийся о славе». Распространено в Польше (Radosław, уменьшительно-ласкательное Radek), Чехии, встречается в Беларуси.

## Носители, известные по имени

### Правители
- Радослав Вышеславич — князь сербов (IX век).
- Радослав Градишнич — князь Дукли (XII век).
- Стефан Радослав Неманич — король Сербии (XIII век).
- Радослав Островский — президент Белорусской центральной рады

Спортмены
- Радослав Забавник — словацкий футболист.
- Радослав Жидек — словацкий сноубордист.
- Радослав Ковач — чешский футболист.
- Радослав Латал — чешский футболист.

Актёры театра и кино
- Радослав Бжобогаты — чешский актер.